# Opération Ouhoud
Guerre du Sahara occidental
Batailles
L’opération Ouhoud, en référence à la Bataille de Uhud, menée par Mahomet, est une opération militaire lancée le 29 octobre 1979 dans le cadre du conflit entre le Maroc et le Polisario. Elle est initiée par le colonel Dlimi dans le but de refouler les combattants du Polisario en territoire algérien et de sécuriser la nouvelle province d'Oued Ed-Dahab, annexée à la suite du retrait mauritanien dans le conflit.

## Préparatifs et objectifs
Rassemblée sur l'ancienne base américaine de Ben Guerir, au nord de Marrakech, la division Ouhoud a été créée spécialement pour cette opération. Constituée de 6 000 à 7 000 hommes et entièrement mécanisée, elle est alors la force marocaine la mieux équipée dans la zone. Entièrement équipée de neuf, elle compte plus de 1 500 blindés de toutes origines, à savoir des M113, des VAB et des SK-105. La force Ouhoud est également équipée d'orgues de Staline. Prélevés sur des unités stationnées dans le nord mais dont la plupart ont déjà combattu dans le Sahara, près d'un tiers de la division est composée de Sahraouis. Le 8e régiment d'infanterie motorisée, commandé par le lieutenant-colonel Ahmed El Harchi, forme l'avant-garde de la division Ouhoud.
Des hélicoptères Puma, Huey et Chinook accompagnent la division. De même que des Mirage F1 et F-5E se tiennent prêts à intervenir.
Préparée en grand secret, sur ordre personnel du roi Hassan II, l'opération doit permettre de ratisser et protéger le Río de Oro, et de refouler les combattants du Polisario en territoire algérien. Elle a d'abord pour but de trouver les caches de munitions, d'armes, d'essence du Polisario. Elle est lancée après des mois de paralysie militaire et d'impuissance face au harcèlement et à la prolifération de bases du Polisario à l'intérieur même du Sahara occidental : dans les mois qui précèdent, le taux de perte marocain est passé de moins de 100 tués par mois à plus de 150.

## Déroulement
L'opération Ouhoud est lancée le 29 octobre 1979 depuis Tan-Tan.

### Sources bibliographiques
1. ↑  Tobji, p. 40.